# Kualao
Kualao est l'un des restaurants les plus connus de Vientiane. En 2007, il figurait dans le livre 1,000 Places to See Before You Die (en).

## Histoire
Le restaurant a ouvert en 1994.

## Cuisine

Plats servis
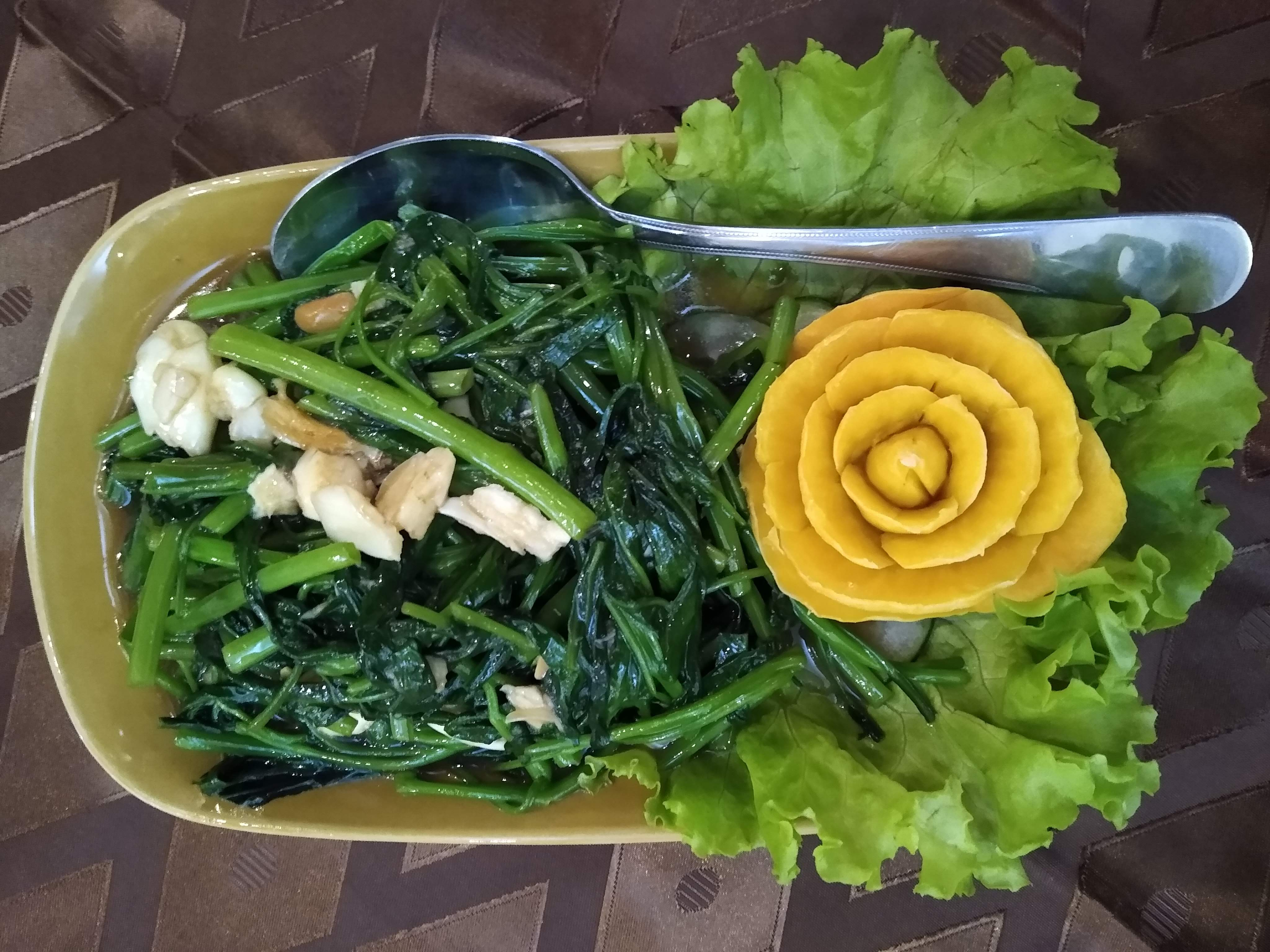
Un pad pak boong avec du liseron d'eau
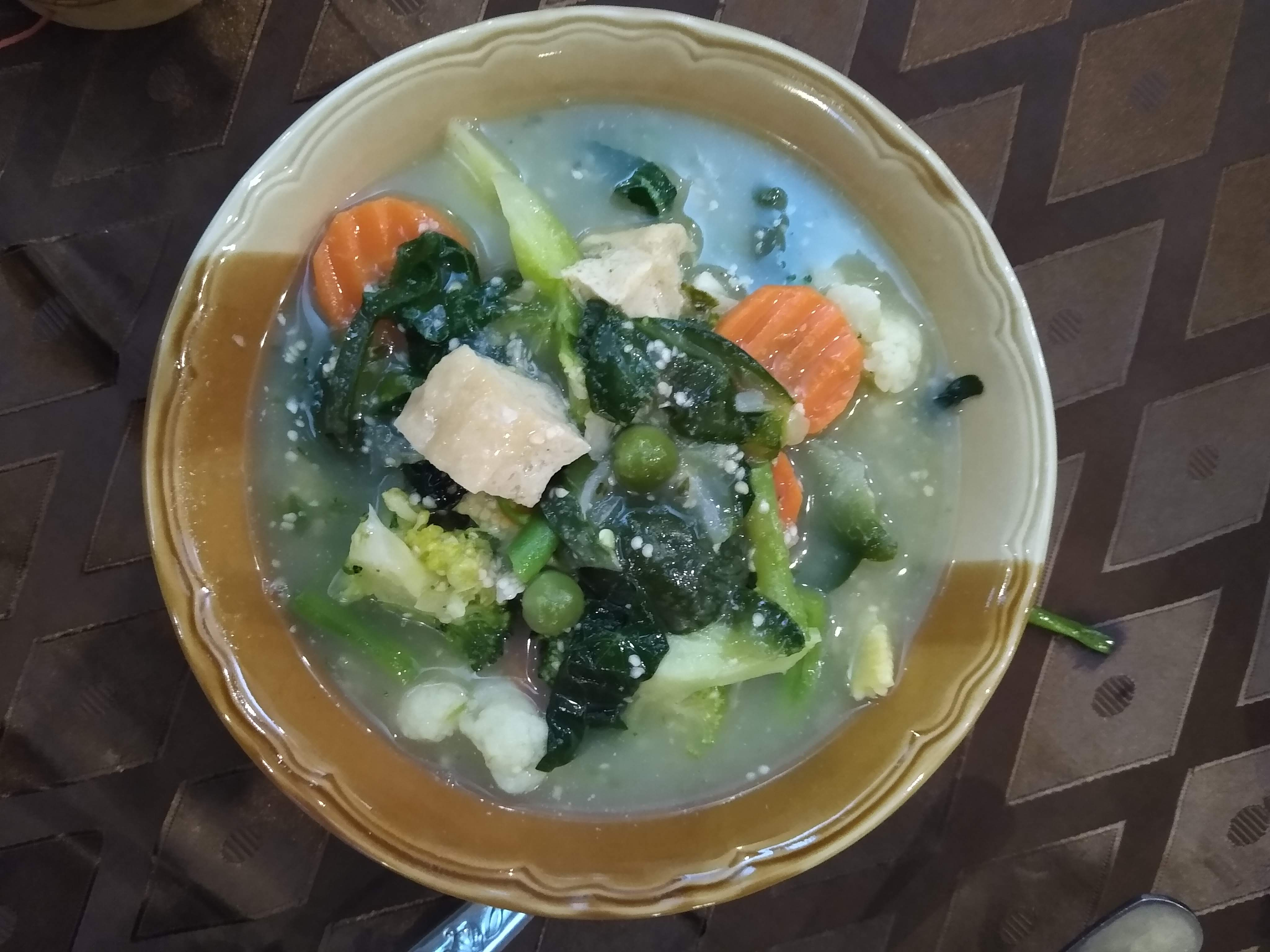
Un or larm, plat végétarien
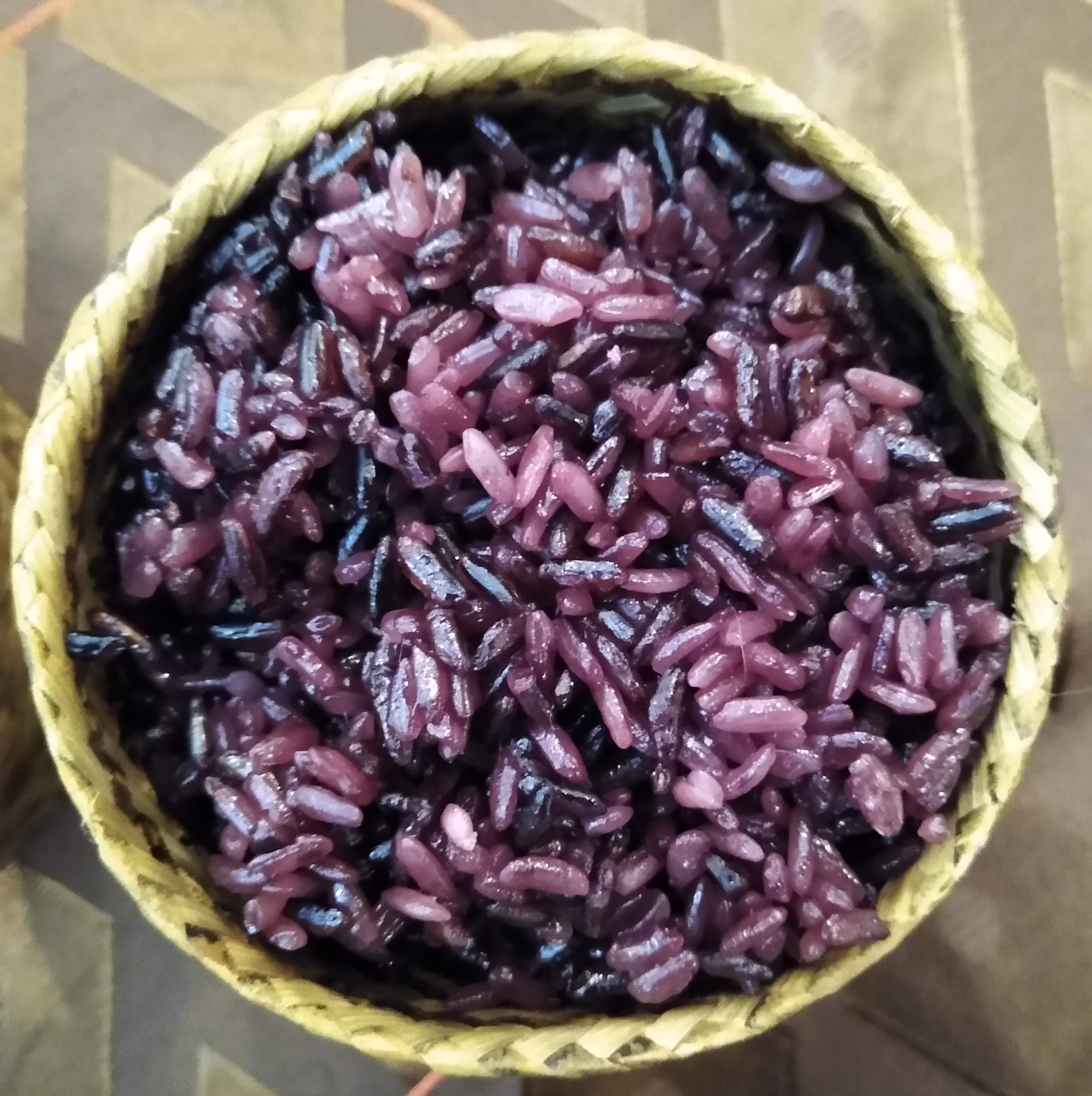
Riz gluant servi dans un kratip